# Bertha Xóchitl Gálvez Ruíz
Bertha Xóchitl Gálvez Ruíz   (Tepatepec, 22 de febrer de 1963) és una enginyera, política i empresària mexicana.
A 2023 és senadora de la República (des de l'1 de setembre de 2018) i pertany al grup parlamentari del Partit Acció Nacional. També s'ha exercit com comissionada nacional per al Desenvolupament dels Pobles Indígenes entre 2003 i 2006 durant la presidència de Vicente Fox i com a cap delegacional de Miguel Hidalgo entre 2015 i 2018.
El 31 d'agost de 2023 va ser designada pel Front Ampli per Mèxic com la seva candidata a Presidenta a les eleccions federals de Mèxic de 2024, que amb un 29% dels sufragis va quedar per darrere de Claudia Sheinbaum, que va guanyar les eleccions amb el 57,9% dels vots.